# Xerochlora martinaria
Xerochlora martinaria là một loài bướm đêm trong họ Geometridae.